# بانک اچ‌اس‌بی‌سی مصر
بانک اچ‌اس‌بی‌سی مصر (انگلیسی: HSBC Bank Egypt) شرکت خدمات مالی و بانکداری مصری است، که در سال ۱۹۸۲ توسط بانک اچ‌اس‌بی‌سی تأسیس شد.